# Ла Поца (Болцано)
Ла Поца је насеље у Италији у округу Болцано, региону Трентино-Јужни Тирол.
Према процени из 2011. у насељу је живело 155 становника. Насеље се налази на надморској висини од 1491 м.